# AIDA (mise)
AIDA (Asteroid Impact & Deflection Assessment) byla plánovaná vesmírná mise ESA a NASA, jejímž hlavním cílem mělo být sledování změny dráhy asteroidu po dopadu vesmírné sondy na jeho povrch. Mise měla prozkoumat možnost odklonění asteroidu na kolizním kurzu se Zemí. V rámci mise měly být vypuštěny dvě vesmírné sondy. Sonda Evropské kosmické agentury AIM (Asteroid Impact Mission) měla asteroid zkoumat a později i sledovat změnu jeho dráhy. Její mise však byla na podzim 2016 kvůli nedostatku financování zrušena. Vypuštěna tak bude pouze americká sonda DART (Double Asteroid Redirection Test), která má být navedena na kolizní kurz s měsícem asteroidu Didymos známým pod neoficiálním jménem Didymoon.

## Popis sond

### AIM
Sonda AIM měla za účelem snížení nákladů využít co nejvíce technologií použitých v předchozích misích Evropské vesmírné agentury. Maximální hmotnost sondy při startu byla stanovena na 800 kg.

#### Vědecké přístroje
Sonda měla nést následující vědecké přístroje:
- VIS (Visual Imaging System), zobrazovací systém určený k navigaci sondy a fotografování asteroidu
- TIRI (Thermal InfraRed Imager), infračervená kamera zkoumající zejména strukturu povrchu asteroidu
- HFR (High-Frequency Radar), vysokofrekvenční radar určený k průzkumu povrchových vrstev asteroidu
- LFR (Low-Frequency Radar), nízkofrekvenční radar zkoumající vnitřní strukturu asteroidu
- Optel-D, optický laserový terminál sloužící ke komunikaci se Zemí, který měl sloužit i jako výškoměr

#### MASCOT-2
Přistávací modul MASCOT-2 (Mobile Asteroid Surface Scout 2) byl vyvíjen Německým střediskem pro letectví a kosmonautiku. Jeho konstrukce měla být založena na modulu MASCOT využitém při japonské misi Hajabusa 2. Měl být použit k průzkumu povrchu asteroidu a k mapování jeho vnitřní struktury s pomocí radaru LFR.

#### CubeSaty
CubeSaty vypuštěné sondou AIM měly být použity k dalšímu výzkumu asteroidu a k vytvoření experimentální komunikační sítě.

### DART
Sonda DART bude poháněna iontovým motorem NEXT-C a naváděna pomocí palubní kamery a autonomního navigačního softwaru. Měla být navigována tak, aby 6. října 2022 narazila do asteroidu rychlostí asi 6 km/s, což by mělo způsobit změnu jeho dráhy pozorovatelnou teleskopy na Zemi.

## Stručný harmonogram
Původní termíny:
- 22. října 2020 – start sondy AIM
- prosinec 2020 – start sondy DART
- 29. května 2022 – přílet sondy AIM k asteroidu Didymoon
- 1. června 2022 – zahájení výzkumů sondy AIM
- 15. srpna 2022 – vypuštění CubeSatů
- 22. srpna 2022 – vypuštění přistávacího modulu MASCOT-2
- 6. října 2022 – dopad sondy DART na asteroid
- 25. prosince 2022 – konec mise